# Kebri Dehar
Kebri Dehar (auch Kebridehar, K'ebri Dehar, Qebri Dehar, Kabri Dahar, Kabridahar, Qabridahare, Khebre Dahar, Qebri Deharre, Gabredarre, Kabri Dar, Ge'ez ቀብሪ ደሃር) ist eine Stadt in der Korahe-Zone der Somali-Region in Äthiopien. Es ist Hauptort der gleichnamigen Woreda Kebri Dehar und liegt am Fluss Fafen.
Nach Angaben der Zentralen Statistikagentur Äthiopiens für 2005 hatte Kebri Dehar 36.191 Einwohner. 1997 waren von 24.263 Einwohnern 89,02 % Somali, 2,58 % Amharen, 0,96 % Oromo und 0,54 % Gurage, 6,9 % gehörten anderen ethnischen Gruppen an. Infolge von Dürre ziehen Bauern und Viehzüchter aus umliegenden Gebieten nach Kebri Dehar.

## Geschichte
1948 wurden äthiopische Distriktgouverneure nach Kebri Dehar, nach Kalafo und Warder entsandt. Damit wurde der Osten des Ogadengebietes erstmals von Äthiopien verwaltet.
Im Ogadenkrieg wurde Kebri Dehar gegen Ende Juli 1977 von somalischen Truppen eingenommen. Die Neunte Brigade der äthiopischen Armee, die erbitterten Widerstand geleistet hatte, zog sich nach Harar zurück. Am 8. März 1978 eroberten äthiopische Truppen den Ort zurück.
Seit 2007 hat sich der Somali-Region der Konflikt zwischen der separatistischen Ogaden National Liberation Front (ONLF) und der äthiopischen Armee verschärft, die Korahe-Zone gehört zu den betroffenen Gebieten. Human Rights Watch zufolge wurden in der Militärbasis von Kebri Dehar Gefangene gefoltert, Frauen wurden dort von Soldaten vergewaltigt.

## Infrastruktur
Kebri Dehar verfügt über den bedeutendsten Markt in der Korahe-Zone. Zusätzlich zu lokalem Vieh und Nahrungsmitteln werden Importgüter wie Kleidung und Haushaltsgeräte über Boosaaso eingeführt und Nahrungsmittel aus Burao, in geringerem Ausmaß bestehen auch Verbindungen mit Mogadischu und Hargeysa. Die Stadt verfügt über Telefonverbindungen und für etwa sechs Stunden am Tag über Elektrizität. Es gibt ein öffentliches Krankenhaus, das allerdings schlecht ausgestattet ist, und ein Militärkrankenhaus, welches der Armee vorbehalten ist. Die Schulen in Kebri Dehar wurden zur Zeit Haile Selassies erbaut und gelten als baufällig. Kebri Dehar liegt an der Straße von Degehabur nach Gode, eine weitere Straße verbindet den Ort mit Shilabo. Des Weiteren hat der Ort einen Flughafen mit Schotterpiste. 2007 begann die Ethiopian Roads Authority mit dem Bau von asphaltierten Straßen nach Shekosh und Danan.